# Odontocera hirundipennis
Odontocera hirundipennis là một loài bọ cánh cứng trong họ Cerambycidae.